# Tōyō Bunko
La Tōyō Bunko (東洋文庫), ou « Bibliothèque orientale », est la plus grande bibliothèque d'études asiatiques du Japon et l'une des cinq plus grandes au monde. Elle fonctionne également comme institut de recherche consacré à l'étude de l'histoire et de la culture asiatique. Elle a grandement contribué au développement des études sur l'Asie grâce à l'acquisition de livres et d'autres matériaux de base ainsi que par la publication des travaux de chercheurs japonais. La bibliothèque contient de nos jours environ 950 000 volumes, catalogués linguistiquement selon les matériaux en langues asiatiques, occidentales et japonaise. 

## Histoire
La bibliothèque est fondée en 1917 lorsque Hisaya Iwasaki, ancien troisième président de la société Mitsubishi, achète la vaste collection privée de publications liées à la Chine de l'aventurier, journaliste et conseiller gouvernemental australien de la République de Chine George Ernest Morrison. Après cette acquisition, Iwasaki améliore la collection en augmentant le nombre de livres en langues chinois classique, japonais et occidentales. Cette politique aboutit à l'élaboration de la première institution de bibliothèque au Japon exclusivement consacrée aux études asiatiques. 
Elle ouvre ses portes en 1924 et en 1948 la bibliothèque devient une branche de la Bibliothèque nationale de la Diète à la suite des retombées financières de la Seconde Guerre mondiale. En 1961, elle est affiliée à l'UNESCO en tant que centre pour les études culturelles d'Asie de l'Est. Par ailleurs, un centre est mis en place dans la bibliothèque en 1994 afin de fournir des installations de recherche pour les chercheurs envoyés par la France.

## Organisation
Les grandes décisions concernant la gestion de la bibliothèque sont prises par son Conseil consultatif et son Conseil d'administration. Les opérations quotidiennes sont supervisées par le Comité des chefs de département. En 2007, la bibliothèque a été dotée de 20 employés à temps plein travaillant sous la supervision du directeur général Makihara Minoru et du directeur exécutif Yamakawa Naoyoshi. En outre, il y avait plus de 200 chargés de recherche participant aux projets sponsorisés par la Tōyō Bunko.